# Духни
Духни́ (Духничі) — родина львівських золотарів XVI—XVII століть.
- Іоанн Духна (?—1534, Львів) — родоначальник династії. Належав до цеху золотарів, живописців і конвісарів. В архівних документах згадується під 1522 роком. Виготовляв вироби з срібла, оправляв коштовне каміння. Мав будинок на площі Ринок.
- Ян Духна (?—?). Належав до цеху золотарів, живописців і конвісарів. Виготовляв кубки, келихи, ювелірні прикраси з коштовним камінням, емаллю, оправляв кінську збрую. 1566 року виконував замовлення двору К. Вишневецького.
- Мельхіор Духна (?—?). Належав до золотарського цеху. Виконував замовлення магнатів Львова, Белза, Чернігова та інших міст. Виготовляв коштовні прикраси: сережки з діамантами, браслети з кораловими вставками, облямованими діамантами та інше.